# Rochas Hopewell

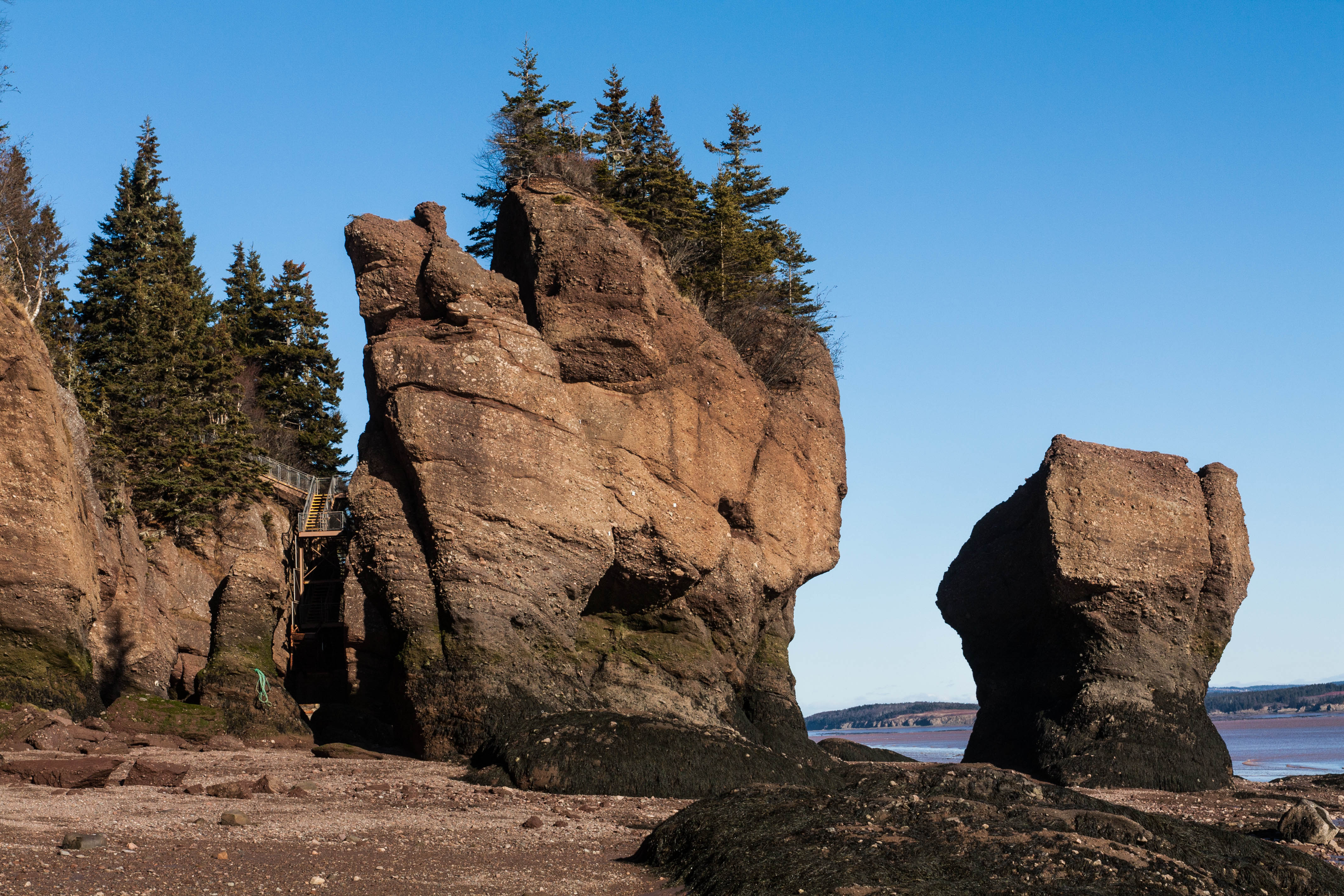
Camadas inclinadas de arenito nas Rochas Hopewell na Baía de Fundy.

As Rochas Hopewell, também chamadas de Rochas de Vasos de Flores ou simplesmente As Rochas, são formações rochosas causadas pela erosão das marés no Local de Exploração das Marés do Oceano na costa da província canadense de Nova Brunswick. Eles estão de 40 a 70 pés de altura.
Eles estão localizados nas margens do curso superior da Baía de Fundy em Hopewell Cape, perto do final de uma série de centros de turismo costeiros, incluindo o Parque Nacional de Fundy e o Fundy Trail. Devido à extrema amplitude de maré da Baía de Fundy, a base das formações é coberta de água duas vezes por dia. No entanto, é possível ver as formações do nível do solo na maré baixa.
|  |  |  |